# Risco-país

O risco-país é um conceito econômico-financeiro que diz respeito à possibilidade de que mudanças no ambiente de negócios de um determinado país impacte negativamente o valor dos ativos de indivíduos ou empresas estrangeiras naquele país, bem como os lucros, dividendos ou royalties que esperam obter dos investimentos que lá fizeram. No Brasil, este conceito amplo é frequentemente confundido com o Emerging Markets Bond Index (Índice de Títulos de Mercados Emergentes) ou EMBI+), calculado pela JPMorgan.

## Tipos de risco associados ao investimento estrangeiro
O conceito risco-país engloba diversas categorias de risco que podem ser associadas a um país. As principais categorias estudadas quando da avaliação do risco apresentado por um país são: risco político, risco mercadológico e risco geográfico.

### Risco político
O risco político se refere à possibilidade de que o governo do país em questão, exercendo seu poder soberano, tome medidas adversas aos investimentos realizados. Alterações em regulamentação e tributação são a forma mais comum e cotidiana de um governo local afetar negócios estrangeiros no país. Mas o conceito também inclui riscos mais esporádicos e muito mais significativos como os riscos de desapropriação ou nacionalização de ativos, de calotes em contratos de fornecimento de produtos ou serviços, de desordem pública por inépcia governamental e até de golpe de Estado, terrorismo ou guerra civil.

### Risco mercadológico
O risco mercadológico refere-se à possibilidade de fatores de mercado impactarem valores ou preços de forma a influenciar os investimentos realizados. Ou seja, quando valores ou preços dos ativos financeiros, das taxas de juros, da moeda (ou câmbio) ou dos insumos básicos para produção (veja en:commodity) se alteram em função de forças de mercado exógenas ao investimento em questão, podem impactar negativamente seu valor.

### Risco geográfico
O risco geográfico se refere à possibilidade, mais remota, de fatores geológicos, climáticos e geopolíticos influirem negativamente nos investimentos estrangeiros. Desastres naturais, tensões diplomáticas e conflitos internacionais, embora menos frequentes, podem impactar significativamente o valor dos investimentos quando ocorrem.

## Medição de risco
O risco-país como um todo não é mensurável pois envolve os múltiplos fatores acima descritos, que têm variado potencial de impacto e influência sobre cada investimento feito por estrangeiros num país. Não obstante, uma vez que sua compreensão e mensuração podem auxiliar os investidores a administrar seus investimentos e a maximizar o retorno, recursos significativos são dedicados mundo afora a medir como diferentes tipos de risco impactam diferentes tipos de investimento.

### Informações sobre países
As principais fontes de informação geral sobre países, com ênfase na avaliação política, econômica e geográfica de cada um, são o Economist Intelligence Unit, conhecido como Economist Intelligence Unit (EIU), e o The World Factbook.

### Agências de classificação de risco
No contexto de informação de risco estão as agências de classificação de risco, dentre as quais destacam-se Moody's, Standard & Poor´s e Fitch Ratings. Essas agências se dedicam à análise do risco-país associado a investimentos em ativos financeiros, tais como títulos e ações. Por meio da análise das finanças de governos e empresas, as agências produzem classificações ou ratings, que indicam a segurança oferecida pelo governo e pelas empresas de cada país aos investidores estrangeiros que aplicam seu dinheiro em títulos da dívida daqueles governos e empresas.

### Índices de Risco
Há centenas de índices que medem desvios de preço de um conjunto de ativos financeiros em relação a um ativo (ou à média de um conjunto de ativos) de referência, a fim de apresentar ao investidor financeiro uma medida quantitativa do risco associado ao investimento em determinados papéis.

#### EMBI+
Por ser, no Brasil, frequentemente confundido e usado como sinônimo de risco-país, sobretudo pela imprensa, destaca-se o en:JPMorgan EMBI (EMBI+, Emerging Markets Bonds Index Plus ou Índice de Títulos de Mercados Emergentes). O EMBI+ vem sendo oferecido pelo Banco JP Morgan, desde dezembro de 1993, como um índice de referência para as economias emergentes.
Com base nos valores de negociações diárias em mercados secundários de 93 títulos de 21 economias emergentes, entre elas o Brasil, o EMBI+ compara os juros implícitos nos preços pelos quais os títulos emitidos por governos trocam de mãos, aos juros dos títulos do governo americano, considerados os mais seguros do mundo. Por utilizar como base as negociações realizadas em mercados secundários, que, por natureza, envolvem quantidade significativa de capital especulativo, o EMBI+ é uma medida bastante específica, melhor utilizada para a avaliação de investimentos de curto e médio prazo em ativos financeiros.